# 1,2-丁二烯
1,2-丁二烯 是化学式为CH2=C=CHCH3的累积二烯烃，是1,3-丁二烯的一个异构体。它是一种无色易燃的气体，也是最简单的取代丙二烯。

## 制备
1,2-丁二烯可以通过2-丁炔经催化异构化而成，通过裂解和蒸馏分离获得的 C4 馏分由许多化合物组成，主要 (75%) 为1,3-丁二烯、异丁烯、1-丁烯， 1,2-丁二烯占比不到 1% 。

## 性质
1,2-丁二烯是一种易燃的气体，和空气形成爆炸性混合物，比空气重。它在水中的溶解度极低（约 1 g/l），但可溶于碳氢化合物，醇和醚。

## 用处
1,2-丁二烯可以作为有机合成的中间体。